# Chondrodysplasia punctata durch X-chromosomale Deletion
Die Chondrodysplasia punctata durch X-chromosomale Deletion ist eine Sonderform einer Chondrodysplasia punctata, bei der Deletionen am kurzen Arm des X-Chromosoms ursächlich sind. Meist treten weitere Deletionen an anderen Genen auf.
Synonyme sind: Chondrodysplasie mit Brachytelephalangie; X-chromosomale Chondrodysplasia punctata; Arylsulfatase E Mangel; englisch X-linked recessive chondrodysplasia punctata; Chondrodysplasia Punctata 1, X-Linked; CDPX1
Die Erkrankung gehört zu den Deletionssyndromen und wurde im Jahre 1984 durch die kalifornische Kinderärztin C. Curry und Mitarbeiter beschrieben.

## Verbreitung
Bislang wurden nur wenige Patienten beschrieben. Die Vererbung erfolgt X-chromosomal-rezessiv.

## Ursache
Der Erkrankung liegen meistens Mutationen im ARSE-Gen auf dem X-Chromosom Genort p22.33 zugrunde, welches für die Arylsulfatase kodiert. Durch die Mutation wird die Funktion des Enzyms abgeschwächt oder ganz aufgehoben.
Bei etwa 25 % liegt eine kleine Deletion aus der gleichen Region vor. Es wird dann keine Arylsulfatase E erzeugt.

## Klinische Erscheinungen
Charakteristische Merkmale sind:
- Hypoplasie der Endphalangen
- atypische Ichthyose
- erheblich erhöhtes Cholesterolsulfat
- Nasenhypoploplasie
- Kleinwuchs
- geistige Behinderung
- Mikrozephalie
- Angeborene Katarakt
- im Röntgenbild symmetrische Verkalkungen der Epiphysen, paravertebral und paratracheal.